# Loris Benito
Loris Benito Souto (Aarau, 7 de janeiro de 1992) é um futebolista suíço de descendência espanhola, que atua como zagueiro. Atualmente defende o Young Boys.
Sua estreia pela seleção principal aconteceu em 15 de novembro de 2018, no amistoso contra o Qatar.